# 朱納格特

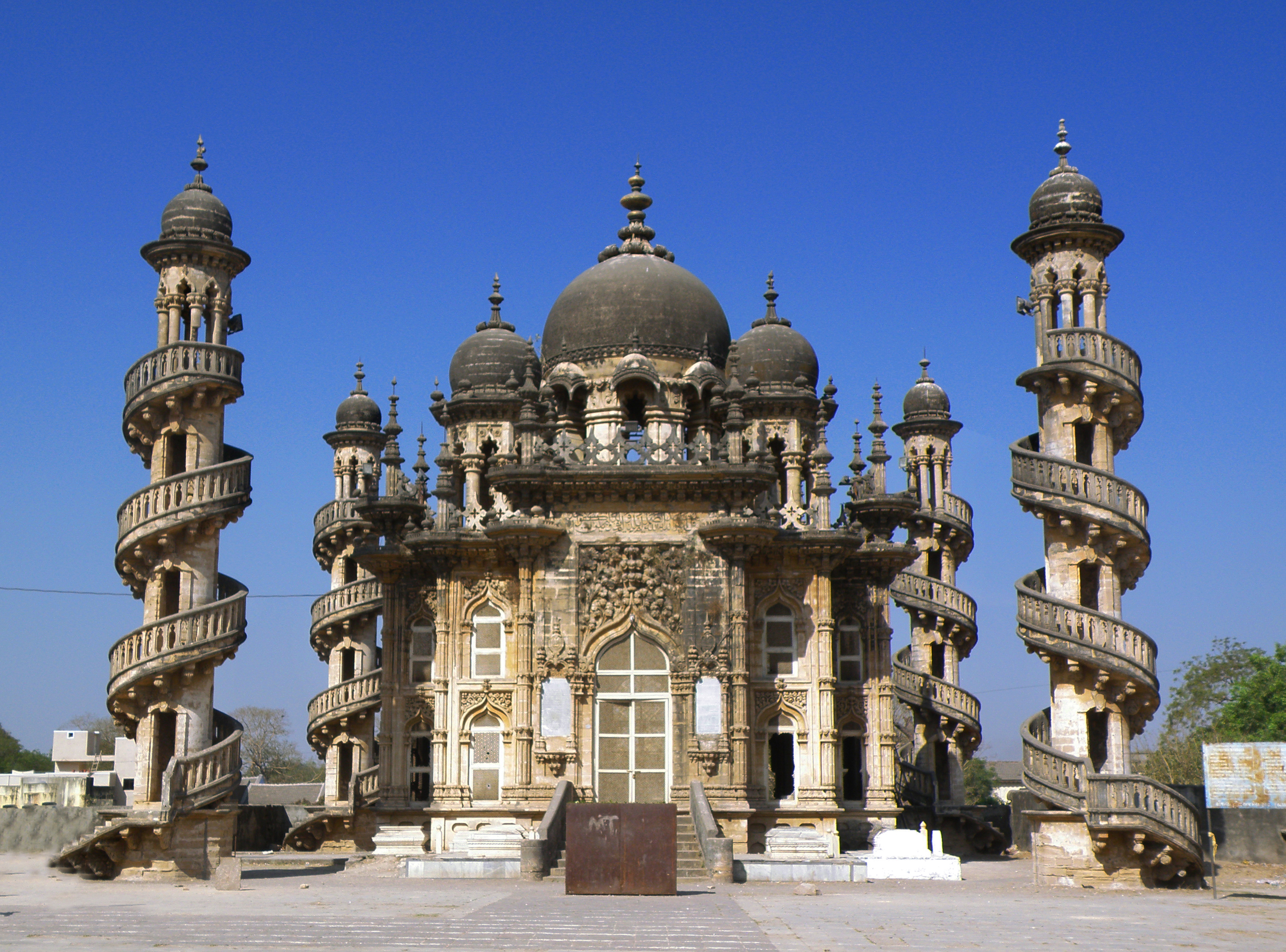
朱納格特巴豪丁陵墓

朱納格特（羅馬化：Jūnāgadh）是印度古吉拉特邦的城市，位於該國西部，距離首府甘地訥格爾355公里，面積59平方公里，海拔高度107米，每年平均降雨量1,690毫米，2011年人口320,250。

## 外部連結
- Junagadh Agricultural University （页面存档备份，存于）
- Photo galleries 1280x960 of Junagadh & trekkings to Girnar hill, on author's website （页面存档备份，存于）
- Shree RadhaDamodarji’s Main Temple,Damodar Kund,Junagadh